# (6179) Brett
(6179) Brett (1986 EN) – planetoida z grupy pasa głównego asteroid okrążająca Słońce w ciągu 3,79 lat w średniej odległości 2,43 j.a. Odkryta 3 marca 1986 roku.